# Credenze berbere
Le credenze berbere sono le credenze dei Berberi, cioè i popoli indigeni dell'attuale Maghreb. Queste credenze furono influenzate principalmente dalle credenze dei popoli vicinanti, ma anche da altre popolazioni che vivevano nell'area, come i Fenici, gli Ebrei, gli Antichi Greci, gli Antichi Romani e gli Arabi. I berberi esercitarono anch'essi influenza su queste culture.

## Credenze riguardo alla morte
Le credenze berbere riguardo alla morte cambiarono nel tempo, come evidenziato da differenti metodi di sepoltura, piramidi e tipi di tombe.

### Pratiche funerarie
Ricerche archeologiche su tombe preistoriche nell'Africa nord-occidentale mostrano come il corpo del defunto veniva dipinto con ocra rossa. Benché questa pratica fosse nota, questa cultura è stata principalmente una cultura capsiana. Il defunto veniva spesso sepolto con conchiglie di ostrica, gioielli ed armi. I corpi venivano usualmente posti su un lato, mentre altri venivano sepolti in posizione fetale.
Al contrario dei berberi, i Guanci mummificavano il defunto. Fabrizio Mori scoprì in Libia nel 1958 una loro mummia più vecchia di qualunque mummia dell'Antico Egitto.